# Disparejas (telenovela)
Disparejas es una telenovela chilena de drama romántico escrita por Marcelo Leonart y Ximena Carrera. Se estrenó por Televisión Nacional de Chile el 2 de octubre de 2006, y concluyó el 29 de diciembre de 2006.  
La historia narra sobre un grupo de amigos que se ven forzados a tomar decisiones que cambiarán sus destinos. Aborda temas como la infidelidad y el impacto de las relaciones de pareja en la sociedad moderna santiaguina.

## Sinopsis
Víctor (Pablo Macaya) y Isidora (Katyna Huberman) parecen la pareja perfecta, pero las frustraciones personales y un amorío con Daniel (Francisco Pérez-Bannen) ponen su relación en crisis. Gabriel (Juan Pablo Ogalde) lucha entre sus ideales y salvar su matrimonio con Marcia (Alejandra Fosalba), mientras que Pedro (Pablo Cerda) se enfrenta a una propuesta inesperada de su amiga Claudia (Mónica Godoy). Ismael (Andrés Velasco) decide dejar atrás una relación conflictiva con Florencia (Paola Volpato) para rehacer su vida con la joven Sofía (Lorena Bosch), pero el pasado no se olvida tan fácilmente.  

## Reparto

### Principales
- Francisco Pérez Bannen como Daniel Castro[4]
- Katyna Huberman como Isidora Duarte[5]
- Juan Pablo Ogalde como Gabriel Duarte
- Alejandra Fosalba como Marcia Recart[6]
- Andrés Velasco como Ismael Echeverne
- Paola Volpato como Florencia Aguilar[7]
- Mónica Godoy como Claudia Arismendi
- Pablo Macaya como Víctor Veronese
- Pablo Cerda como Pedro Marinovic
- Lorena Bosch como Sofía Espejo
- Luis Alarcón como Adolfo Duarte

### Recurrentes e invitados especiales
- Liliana Ross como Elena Ramos
- Pablo Schwarz como Tadeo Espinoza
- Luz Valdivieso como Javiera Avendaño
- Cristián Arriagada como Ricardo Ossandón
- Begoña Basauri como Paulina Castaño